# Lasiopogon testaceus
Lasiopogon testaceus là một loài ruồi trong họ Asilidae. Lasiopogon testaceus được Cole & Wilcox miêu tả năm 1938. Loài này phân bố ở vùng Tân Bắc giới.